# Syagrus orinocensis
Syagrus orinocensis är en enhjärtbladig växtart som först beskrevs av Richard Spruce, och fick sitt nu gällande namn av Karl Ewald Maximilian Burret. Syagrus orinocensis ingår i släktet Syagrus och familjen Arecaceae. Inga underarter finns listade i Catalogue of Life.